# Жевроль
Жевро́ль (фр. Gevrolles) — коммуна во Франции, находится в регионе Бургундия. Департамент коммуны — Кот-д’Ор. Входит в состав кантона Монтиньи-сюр-Об. Округ коммуны — Монбар.
Код INSEE коммуны — 21296.

## Население
Население коммуны на 2010 год составляло 167 человек.
| 1962 | 1968 | 1975 | 1982 | 1990 | 1999 | 2010 |
| ---- | ---- | ---- | ---- | ---- | ---- | ---- |
| 301  | 251  | 203  | 201  | 176  | 170  | 167  |

## Экономика
В 2010 году среди 97 человек трудоспособного возраста (15—64 лет) 73 были экономически активными, 24 — неактивными (показатель активности — 75,3 %, в 1999 году было 66,0 %). Из 73 активных жителей работали 67 человек (40 мужчин и 27 женщин), безработных было 6 (4 мужчины и 2 женщины). Среди 24 неактивных 6 человек были учениками или студентами, 10 — пенсионерами, 8 были неактивными по другим причинам.